# Смиловиц, Йозеф
Йозеф Смиловиц, Йожеф Шмилович (нем. Josef Smilovitz, венг. Smilovits József; 1898, Кишсебен, Австро-Венгрия (ныне Сабинов, Словакия) — 1987) — венгерский и мексиканский скрипач и музыкальный педагог.
Окончил Королевскую венгерскую академию музыки, ученик Енё Хубаи. В 1918 году вошёл в начальный состав струнного квартета под руководством своего соученика Енё Ленера и играл в этом коллективе вторую скрипку вплоть до его распада в 1942 году. Квартет Ленера считался одним из лучших камерных ансамблей межвоенной Европы, с 1923 года музыканты жили в Англии и гастролировали по всему миру. В 1927 году квартет был выбран для записи всех струнных квартетов Людвига ван Бетховена, по случаю столетия со дня смерти композитора. К 1939 г. американскими звукозаписывающими фирмами был распродан миллион различных записей квартета; в это же время, в связи с началом Второй мировой войны, все музыканты покинули Европу и отправились в турне по Южной и Северной Америке. Однако в 1942 г., накануне гастролей с бетховенским циклом в Мехико, произошёл конфликт между Ленером и тремя другими музыкантами (по утверждению И. Колодина, Ленер потребовал продолжительных репетиций, которые остальные участники квартета посчитали излишними). Смиловиц, альтист Шандор Рот и виолончелист Имре Хартман остались в Мексике и продолжили выступать под названием Квартет Ленера, пригласив в качестве примариуса мексиканского скрипача Ихинио Рувалькабу; после смерти Рота партия альта перешла к Герберту Фрёлиху, и в таком составе квартет действовал вплоть до начала 1960-х гг.; мексиканская музыкальная критика высоко оценивала вклад Смиловица и Хартмана как в развитие камерной музыки в стране, так и в музыкальную педагогику: оба преподавали в Национальной консерватории. В 1956 г. Смиловиц и Хартман основали составленный из своих учеников Оркестр Йолопатли (название на языке науатль означает «лекарство для сердца»); ныне коллектив продолжает работу как Камерный оркестр изящных искусств. В 1963 г. Смиловиц и Хартман посетили с визитом Венгрию, приняв участие в исполнительском конкурсе в качестве членов жюри.